# Voce celeste
La voce celeste è un particolare registro dell'organo.

## Struttura
La voce celeste è un registro ad anima della famiglia dei registri oscillanti, tipicamente ottocentesco e di origini francesi, presente su numerosi organi. Se la voce celeste è costituita da un'unica fila di canne, per ottenere la caratteristica oscillazione del suono viene suonata insieme a un altro registro, quest'ultimo accordato giusto mentre la voce celeste è accordata lievemente crescente. Altre volte, invece, la voce celeste è presente con due file di canne, una delle quali accordata crescente, e può così essere utilizzata come registro indipendente.
Il piccolo sfasamento fra le due frequenze non produce una stonatura, in quanto la differenza fra le frequenze è troppo modesta, ma produce un particolare fenomeno fisico chiamato battimento, il quale genera il caratteristico effetto ondulante del suono.